# 1754
1754 (MDCCLIV) var ett normalår som började en tisdag i den gregorianska kalendern och ett normalår som började en lördag i den julianska kalendern.

## Händelser

### Februari
- 25 februari – Sergeant major Melchor de Mencos y Varón  lämnar staden Santiago de los Caballeros de Guatemala för att slåss mot brittiska pirater som härjar vid Peténs kuster.[1]

### April
- 30 april – Sergeant major Melchor de Mencos y Varón och hans trupper besegrar brittiska pirater i slaget vid San Felipe och Cobálagunen.[2]

### Maj
- 2 maj – En stor brand förstör huvuddelen av Hedemoras stadsbebyggelse.

### Okänt datum
- Kungafamiljen flyttar in på Stockholms slott.
- Carl Gustaf Tessin drar sig tillbaka från posten som kronprins Gustavs guvernör.
- Kungaparet Adolf Fredrik och Lovisa Ulrika låter uppföra den ursprungliga slottsteater på Drottningholms slottsteater.
- Kungaparet inviger den första slussen i Polhems slussled i Trollhättan.
- Risbadstugan, ett uppmärksammat rättsfall, utspelar sig i Stockholm och ger upphov till en pjäs.

## Födda

### Första kvartalet

#### Januari
- 3 januari – Daniel Rogers, amerikansk politiker, guvernör i Delaware 1797–1799.
- 15 januari – Jacques Pierre Brissot, fransk politiker och journalist.

#### Februari
- 20 februari – Stephen R. Bradley, amerikansk politiker, senator 1791–1795 och 1801–1813.

#### Mars
- 10 mars – Augusta Löwenhielm, svensk hovfunktionär och tidsprofil.
- 17 mars – Manon Roland, fransk politiker.
- 30 mars – François Pilâtre de Rozier, fransk flygpionjär.

### Andra kvartalet

#### April
- 22 april – José Antonio Pavón y Jiménez, spansk botaniker.

#### Maj
- 9 maj – Carl Axel Wachtmeister, svensk greve, justitieråd och justitiekansler, en av rikets herrar, riksdrots 1787–1809, justitiestatsminister 1809–1810.

#### Juni
- 4 juni – Franz Xaver von Zach, tysk astronom.
- 18 juni – Anna Maria Lenngren, svensk författare.

### Tredje kvartalet

#### Juli
- 20 juli – Antoine Destutt de Tracy, fransk filosof.

#### Augusti
- 23 augusti – Ludvig XVI, kung av Frankrike 1774–1792.

#### September
- 1 september – August Hermann Niemeyer, tysk teolog, pedagog och författare.
- 9 september – William Bligh, brittisk sjöfarare.

### Fjärde kvartalet

#### Oktober
- 9 oktober – Jean-Baptiste Regnault, fransk målare under nyklassicismen.
- Oktober – Eve Frank, mystiker, ledare av kulten frankismen.

#### November
- 30 november – André Boniface Louis Riquetti de Mirabeau, fransk politiker.

#### December
- 4 december – Julius von Soden, tysk greve och författare.

## Avlidna

### Första kvartalet

#### Januari
- 10 januari – Edward Cave, 62, brittisk boktryckare, redaktör och publicist.
- 14 januari – Georg Mauritz af Vasaborg, svensk greve.
- 28 januari – Ludvig Holberg, 69, dansk-norsk författare och historiker.

#### Februari
- 5 februari – Caroline Thielo, 18, dansk skådespelare.
- 14 februari – Tycho de Hofman, 39, dansk ämbetsman.

#### Mars
- 6 mars – Henry Pelham, 59, brittisk politiker, Storbritanniens premiärminister 1743–1754.
- 14 mars – Friedrich Otto Mencke, 45, tysk jurist.
- 19 mars – Germain Boffrand, 86, fransk arkitekt.
- 23 mars – Johann Jakob Wettstein, 61, schweizisk teolog.

### Andra kvartalet

#### April
- 9 april – Christian von Wolff, 75, tysk friherre, filosof och matematiker.
- 11 april – Christina Beata Dagström, 62, svensk bruksägare.
- 15 april – Jacopo Riccati, 77, italiensk greve och matematiker.
- 23 april – Reinhold Apiarius, 59, svensk ämbetsman.
- 27 april – Marie Karoline von Fuchs-Mollard, 73, österrikisk grevinna och guvernant.
- 28 april – Giovanni Battista Piazzetta, 71, italiensk målare.

#### Maj
- 4 maj – Clas Eliander, 45, svensk arkitekt och mekaniker.
- 14 maj – Pierre-Claude Nivelle de La Chaussée, 62, fransk dramatiker.
- 23 maj – Sophie Eleonore Walther, 31, tysk författare.

#### Juni
- 7 juni – Nicolai Eigtved, 52, dansk arkitekt.
- 21 juni – Thomas Plomgren, 51, svensk affärsman och politiker.
- 28 juni – Martin Folkes, 63, brittisk matematiker och astronom.
- 29 juni – Elias Ekeroth, 71, svensk präst.

### Tredje kvartalet

#### Juli
- 4 juli – Philippe Néricault Destouches, 74, fransk författare.
- 6 juli – Johan Adolf Löwenhult, 70, svensk militär och adelsman.
- 9 juli – Olof Metzén, 53, svensk präst.
- 16 juli – Ernst Hartmann von Diemar, 72, tysk baron, diplomat och militär.

#### Augusti
- 5 augusti – James Gibbs, 71, brittisk arkitekt.
- 14 augusti – Maria Anna av Österrike, 70, portugisisk drottning, ställföreträdande regent i Portugal 1742–1750.

#### September
- 1 september – Carl Georg Siöblad, 70, svensk sjömilitär.

### Fjärde kvartalet

#### Oktober

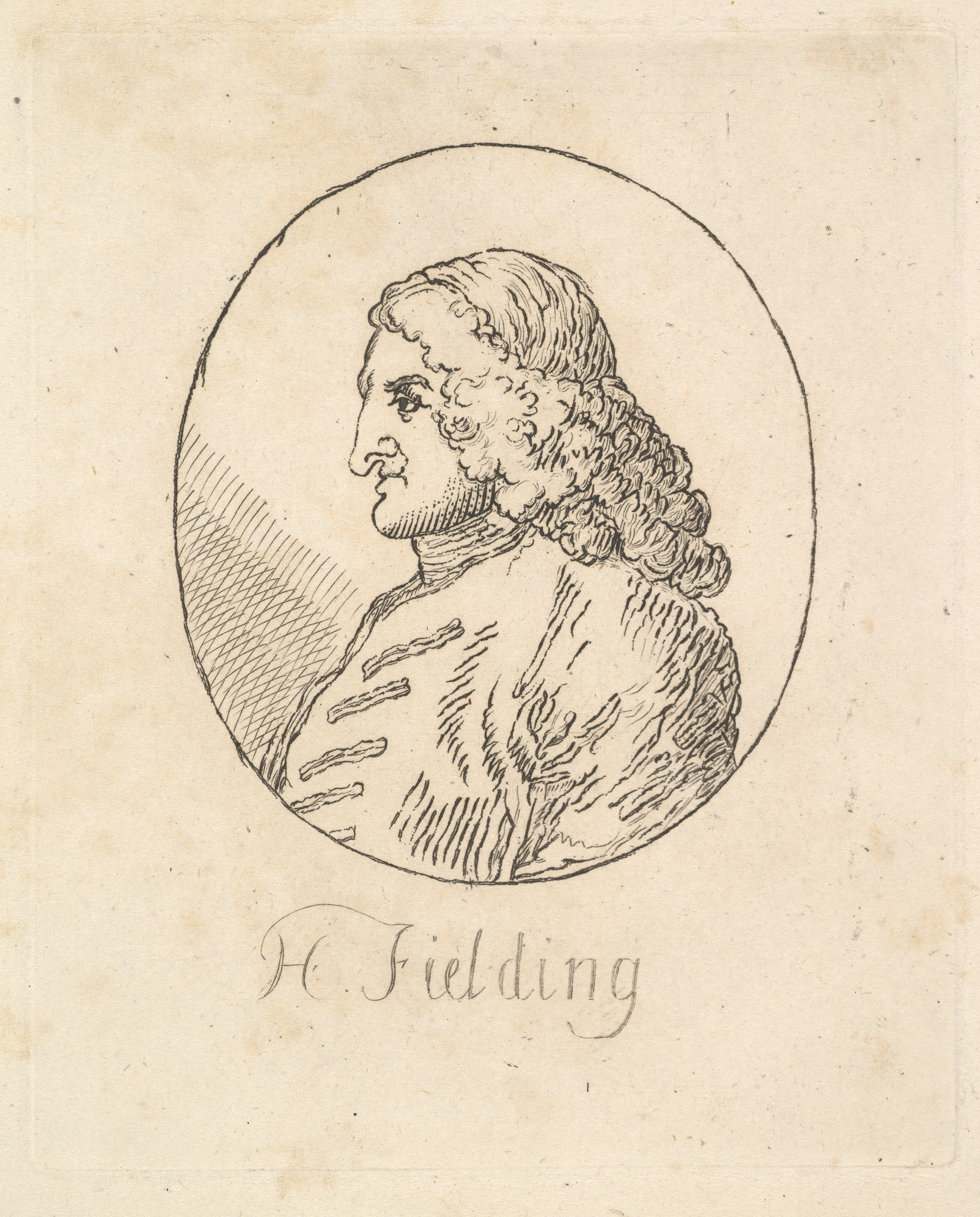
Den brittiske författaren Henry Fielding avled den 8 oktober, 47 år gammal.

- Den brittiske författaren Henry Fielding avled den 8 oktober, 47 år gammal.8 oktober – Henry Fielding, 47, brittisk författare.
- 10 oktober
  - Carl Falkenberg den äldre, 68, svensk militär.
  - Dorothea Krag, 79, dansk generalpostmästare och adelsdam.
- 28 oktober – Friedrich von Hagedorn, 46, tysk poet.

#### November
- 7 november – Michael Fant, 36, svensk präst.
- 17 november – Enevold Ewald, 58, dansk präst.
- 27 november – Abraham de Moivre, 87, fransk matematiker.

#### December
- 7 december – Nils Stobæus, 60, svensk professor.
- 13 december – Mahmud I, 58, sultan av Osmanska riket 1730–1754.
- 18 december – Elias Brandel, 46, svensk företagare.
- 25 december – John Leveson-Gower, 1:e earl Gower, 60, brittisk politiker.

### Fotnoter
1. ↑  Historia del Municipio de Melchor de Mencos, Petén Arkiverad 10 maj 2008 hämtat från the Wayback Machine.
2. ↑  ”Revista D – PrensaLibre.com”. Arkiverad från originalet den 17 juni 2008. https://archive.today/20080617061335/http://www.prensalibre.com/pl/domingo/archivo/revistad/2006/marzo06/260306/dhistoria.shtml. Läst 17 juni 2008.